# یوانما (بازیکن فوتبال، زاده ۱۹۸۰)
یوانما (انگلیسی: Juanma؛ زادهٔ ۲۷ ژوئن ۱۹۸۰) بازیکن فوتبال اهل اسپانیا است.
از باشگاه‌هایی که در آن بازی کرده‌است می‌توان به باشگاه فوتبال اکسترمادورا، باشگاه فوتبال اتلتیکو مادرید، باشگاه فوتبال نومانسیا، باشگاه فوتبال آلکورکون، باشگاه فوتبال پومفرادینا، باشگاه فوتبال آریس سالونیک، و باشگاه فوتبال اتلتیکو مادرید بی اشاره کرد.